# Rosaster bipunctus
Rosaster bipunctus är en sjöstjärneart som först beskrevs av Percy Sladen 1889.  Rosaster bipunctus ingår i släktet Rosaster och familjen ledsjöstjärnor. Inga underarter finns listade i Catalogue of Life.